# Michael Hudson
Michael Hudson (Minneapolis, 14 marzo 1939) è un economista statunitense.

## Biografia
Michael Hudson è professore emerito di Economia presso l'Università del Missouri-Kansas City. È stato analista finanziario e consulente finanziario a Wall Street, ed è presidente dell'Istituto per lo Studio delle Tendenze Economiche di Lungo Termine (Institute for the Study of Long-term Economic Trends - ISLET). Nel 2012 ha partecipato al primo summit italiano sulla Teoria della Moneta Moderna.

## Il pensiero economico

### Il conflitto tra finanza e produzione
Hudson afferma che il mondo della finanza svolge un ruolo chiave nello spingere all'adozione, da parte dei governi, di politiche economiche finalizzate a ridurre la capacità produttiva sia degli USA sia degli stati europei in modo consistente. La finanza parassitaria si interessa all'economia reale con il fine precipuo di determinare quanta ricchezza sia possibile estrarre dall'industria e dal lavoro per via di tasse, interessi e acquisizioni di beni di pubblica utilità, piuttosto che con la finalità di fornire i capitali necessari ad aumentare la produzione e la capacità produttiva. Hudson ritiene inoltre che la "magia dell'interesse composto" abbia come effetto quello di far aumentare il debito in modo esponenziale, provocando così sia la sottrazione di una quota sempre crescente della ricchezza prodotta nell'ambito dell'economia reale, dall'industria e dal mondo della produzione e del lavoro sia, in ultima analisi, l'impossibilità di ripagare tale debito. In altri termini, le nazioni vengono sospinte a salvare sistematicamente i soggetti creditori, ossia la finanzia parassitaria e il settore bancario commerciale, a scapito dei soggetti debitori, ossia lavoratori, famiglie e imprese che soffrono per il costante aumento dell'imposizione fiscale e per la mancanza di infrastrutture che consentano un aumento di efficienza nel lavoro e nella produzione.

### Le conseguenze economiche dell'austerità
Secondo Hudson, FMI e Banca Mondiale incoraggiano attraverso il Washington Consensus l'imposizione di piani di austerità a cui gli USA si sottraggono grazie alla posizione dominante goduta dal dollaro statunitense nell'ambito dell'economia mondiale. Tali piani mirano a sottoporre le altre nazioni a pratiche commerciali sleali finalizzate allo sfruttamento delle risorse naturali di questi paesi e alla privatizzazione delle loro infrastrutture pubbliche, vendute a prezzi di saldo dagli stati così ridotti in posizione di difficoltà debitoria.

## Opere principali
- Super Imperialism: The Economic Strategy of American Empire
- Global Fracture: The New International Economic order
- Super Imperialism - New Edition: The Origin and Fundamentals of U.S. World Dominance
- Global Fracture: The New International Economic order, Second Edition
- The Fictitious Economy
- The Destiny of Civilization: Finance Capitalism, Industrial Capitalism or Socialism
- The Bubble and Beyond (2012)
- Killing the Host (2015)
- J is For Junk Economics: A Guide to Reality in an Age of Deception (2017)
- ... and forgive them their debts: Lending, Foreclosure and Redemption – From Bronze Age Finance to the Jubilee Year (2018), Dresden: ISLET-Verlag Dresden. ISBN 978-3-9818260-3-6 (copertina rigida), ISBN 978-3-9818260-2-9 (copertina flessibile)
- The Destiny of Civilization: Finance Capitalism, Industrial Capitalism or Socialism (2022)
- The Collapse of Antiquity: Greece and Rome as Civilization's Oligarchic Turning Point (2023)
- Temples of Enterprise: Creating Economic Order in the Bronze Age Near East (2024)

## Documentari
Michael Hudson è apparso in numerosi documentari:
- Real Estate 4 Ransom (2012) Australia, regia di Karl Fitzgerald.
- Four Horsemen (2012) UK, regia di Ross Ashcroft.
- Surviving Progress (2011) Canada, regia di Mathieu Roy, Harold Crooks.
- The Secret of Oz, (2009), di Bill Still
- Plunder: The Crime of Our Time (2009), di Danny Schechter.
- In Debt We Trust, (2006), regia di Danny Schechter[7]